# Gilberto Angelucci
Gilberto Angelucci Guión (Turén, 7 augustus 1967) is een  voormalig voetballer uit Venezuela, die als doelman speelde. Hij beëindigde zijn actieve loopbaan in 2007 bij de Venezolaanse club Unión Atlético Maracaibo.

## Interlandcarrière
Angelucci speelde 47 interlands voor het Venezolaans voetbalelftal. Onder leiding van bondscoach Rafael Santana maakte hij zijn debuut voor de nationale ploeg op 9 juli 1995 in de Copa América-wedstrijd tegen Mexico (1-3). Hij nam tweemaal deel aan de strijd om de Copa América: 1995 en 2004. Zijn voornaamste concurrenten bij de nationale ploeg waren Rafael Dudamel, Renny Vega en Manuel Sanhouse.

## Erelijst
San Lorenzo Almagro
- Primera División

1995 (Clausura)
 Unión Atlético Maracaibo
- Primera División Venezolana

2005